# 自行车摩托车几何

自行车几何参数：轴距（Wheelbase）、转向轴角度（Steering Axis Angle）、前叉偏移（Fork Offset）和曳距（Trail）

自行车摩托车几何是定义特定自行车配置的一组关键几何尺寸（长度和角度）。其中最主要的是轴距、转向轴角度、前叉偏移和曳距。这些参数对自行车的操控有很大影响。

## 轴距
轴距是指前后轮的地面接触点之间的距离。轴距与车架长度、转向轴角度和前叉偏移有关。它与汽车和火车所使用的“轴距”一词类似。
轴距，以及自行车加骑手整体重心的高度，对自行车的纵向稳定性都有很大影响。短自行车更适合表演翘前轮和翘后轮。

## 转向轴角度

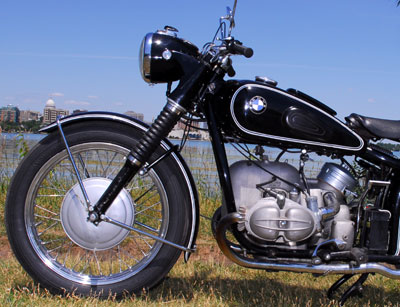
人們從一辆宝马摩托上的避震前叉可以看到转向轴角度，也称后倾角（rake angle）

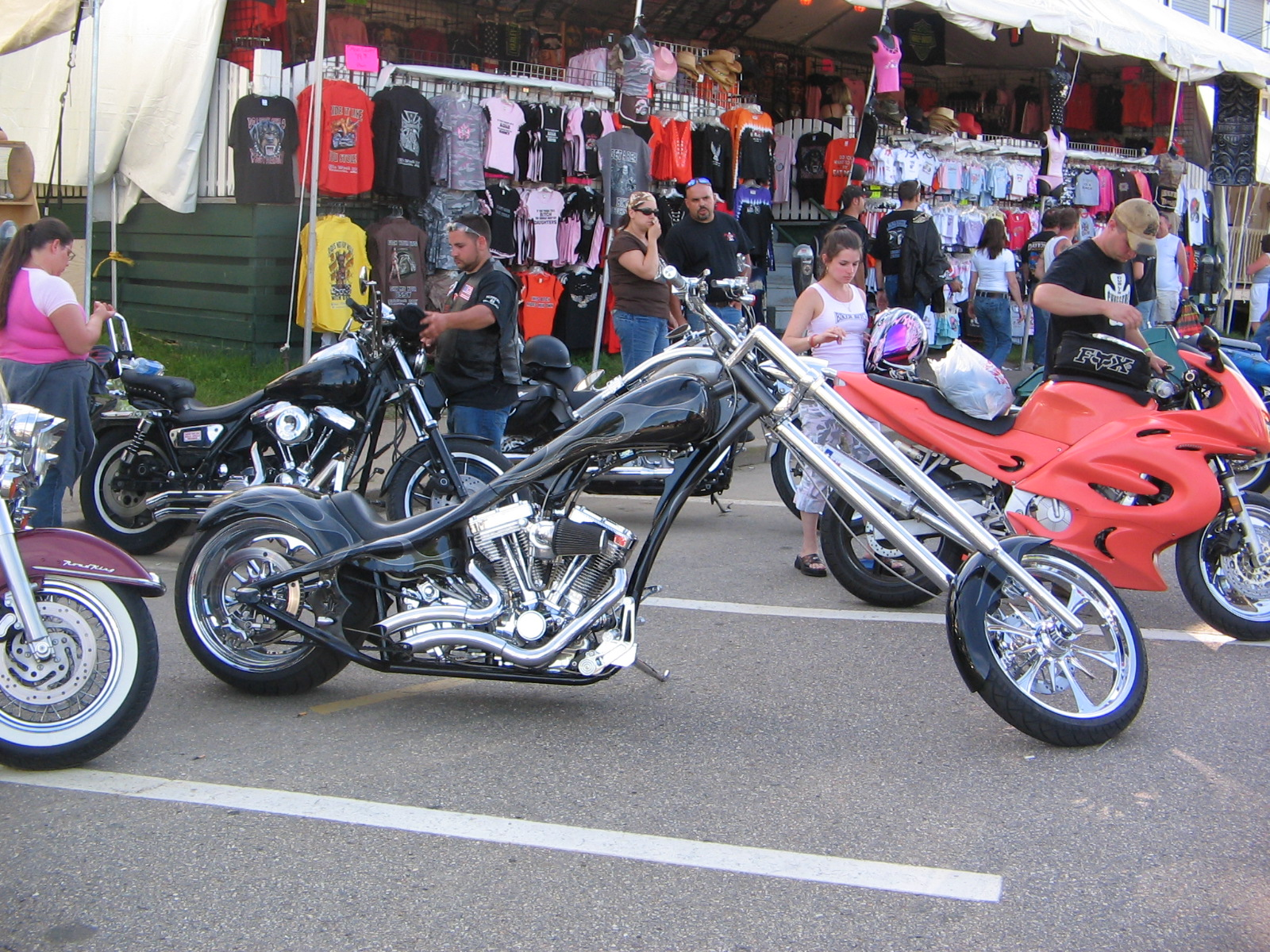
一个美式摩托车的例子，它的后倾角异常地大

转向轴与地面垂线的夹角，称为后倾角（caster angle或rake angle）；转向轴与地面的夹角，则称为头管角（head angle）。转向轴是转向机构（包括前叉、车把、前轮等）转动的轴线。转向轴角度通常就是头管的角度。

### 自行车头管角
对于自行车，转向轴角度是从地面开始测量的，称为头管角（head angle）；90°的头管角是垂直于地面的。例如，雷蒙德赛车提供的产品：
- 2007 Filmore是场地车设计，根据车架尺寸，头管角为72.5°至74°不等。
- 2006 Tete de Course是公路车设计，根据车架尺寸，头管角为71.25°至74°不等。

由于前叉避震，现代山地车（不同于公路车）的头管角往往较小，通常在70°左右，但最小可达62°（取决于车架的几何设置）。
至少有一家制造商，Cane Creek，在售后市场提供无螺纹碗组，实现了可变头管角。

### 摩托车后倾角
对于摩托车，转向轴角度是从地面垂线开始测量的，称为后倾角（caster angle或rake angle）；因此，0°的后倾角是垂直于地面的。例如，摩托古兹提供的产品：
- 2007 Breva V 1100的后倾角为25°30′（25.5度）
- 2007 Nevada Classic 750的后倾角为27.5°

## 前叉偏移
前叉偏移（Fork offset）是转向轴与前轮轴线之间的距离。
公路车前叉的偏移量一般在40—50（1.6—2.0英寸）。
实现前叉偏移的方法包括：使前叉弯曲，在前叉下端添加垂直的突出部，将叉端转到转向轴的前方，以及将左右腿固定在叉肩上时与前叉立管形成一定角度。曲线叉的发明者是乔治·辛格。
对于伸缩式叉管的摩托车，前叉偏移的实现方法是：通过叉肩（Triple tree）的偏移，或将叉管固定到叉肩时为其增加倾角（通常从0度开始测量），或者是两者的结合。此外，有些不太常见的摩托车前叉，例如后连杆或前连杆前叉，可以通过连杆臂的长度来实现偏移。

## 前叉长度
前叉长度（Fork length）是沿头管方向，从下碗组到轴中心的距离。

## 曳距

该图显示了，减小头管角、前叉偏移或轮径，对曳距的影响。由上到下：
- 一般的头管角和前叉偏移：基准
- 减小头管角：曳距增大
- 减小前叉偏移：曳距增大
- 减小轮径：曳距减小

动画显示，若要保持曳距不变，当转向轴角度变化时，前叉偏移也必须随之变化。【右上角标示轮径为26"，下方左、中、右文字分别为头管角、曳距（毫米）、前叉偏移（毫米）】

动画显示，若保持转向轴角度不变，当曳距变化时，前叉偏移就会随之变化。（文字同上）

曳距（Trail）是从前轮与地面的接触点，到转向轴与地面的交点，沿地面方向的距离。如果前轮与地面的接触点，位于转向轴与地面的交点之后（更靠近车尾），则曳距为正。大多数自行车的曳距都是正值，但也有少数自行车，如双质点冰刀自行车和Python Lowracer（一种卧式自行车），其曳距为负。
曳距通常被认为是决定自行车操控特性的重要因素，有时也会列在自行车制造商的几何数据中。威尔逊（Wilson）和帕波多普洛斯（Papodopoulos）认为，机械曳距可能是更重要、更具信息量的变量，尽管这两个表达式的表述几乎一致。
曳距是转向轴角度、前叉偏移和轮径的函数。它们的关系可以用以下公式来表述：
{\displaystyle {\text{Trail}}_{\text{自}}={\frac {R_{w}\cos(A_{h})-O_{f}}{\sin(A_{h})}}}
{\displaystyle {\text{Trail}}_{\text{摩}}={\frac {R_{w}\sin(A_{r})-O_{f}}{\cos(A_{r})}}}
这里，{\displaystyle R_{w}}是前轮半径，{\displaystyle A_{h}}是自行车的头管角（转向轴与地面的夹角），{\displaystyle A_{r}}是摩托车的后倾角（转向轴与地面垂线的夹角），{\displaystyle O_{f}}是前叉偏移。可以通过加大轮径、减小头管角，或减小前叉偏移来增大曳距；通过增大头管角（变得更直立）、增加前叉偏移，或减小轮径来减小曳距。
摩托车手往往会提到曳距与后倾角的关系。后倾角越大，曳距就越大。请注意，在自行车上，后倾角增大时，头管角是减小的。
当自行车倾斜或转弯时，曳距会发生变化。在传统几何结构下，当自行车倾斜并向同侧转弯时，曳距会减小（如果测量的是地面接触点之间的距离，而非轮毂之间的距离，则轴距会增大）。当使用避震时，曳距也会发生变化，例如在响应制动时。在刹车时，由于负荷转移导致避震前叉压缩，曳距和轴距都会减小。至少有一款摩托，MotoCzysz C1，其前叉可以调整曳距，范围从89至101 [3.50至3.98英寸]。

## 机械曳距
机械曳距（Mechanical trail）是前轮的地面接触点到转向轴的垂直距离。它也被称为正常曳距（normal trail）。其值等于前面曳距表达式中的分子。
{\displaystyle {\text{MechanicalTrail}}_{\text{自}}=R_{w}\cos(A_{h})-O_{f}}
{\displaystyle {\text{MechanicalTrail}}_{\text{摩}}=R_{w}\sin(A_{r})-O_{f}}
尽管对自行车转向的科学理解尚不完整，但对相互依赖的动态复杂性已经有了很好的整体了解。机械曳距无疑是决定自行车操控特性最重要的变量之一。零曳距可能会带来一些好处：
- 消除了侧风压力中心位置的影响
- 消除了前轮下沉效应

如果机械曳距较短，熟练机警的骑手可能更能控制路径。而已知的是，如果曳距较长，会使“撒把”骑车更容易，从而主观上会觉得更稳定。

## 前轮下沉
前轮下沉（Wheel flop）是指自行车或摩托车在转动车把时，前轮转向后会出现“下沉”的现象，这会导致转向比预期的更大。前轮下沉是在转动车把而离开“直行”位置时，由于其前端降低而引起的。这种降低现象遵循以下公式：
{\displaystyle f=b\sin \theta \cos \theta }
这里：
{\displaystyle f}是“前轮下沉系数”，即，当车把从直行位置旋转90度时，前轴中心所下降的高度
{\displaystyle b}是曳距
{\displaystyle \theta }是头管角
因为前轮下沉时车子前端会降低，所以重力会倾向于使车把继续旋转，如果骑手不用更大的力把住车把，旋转速度还会加快。一旦车把转动，骑手需要对车把施加扭矩，才能使其回到直行位置，车子的前端才会回到原来的高度。前轮的转动惯量会抵消部分的前轮下沉效应，因为开始或加速前轮转向需要一个扭矩，而转动惯量会反抗这个扭矩。
根据上面的公式，增加曳距和/或减小头管角，会增加车子的前轮下沉系数，这就使得将车把转回直行位置所需的扭矩增大，也使车子突然偏离路线的倾向增大。此外，增加车子前轮所承受的重量，不管是通过增加车子、骑手和货物的质量，还是通过改变质量分布将重心前移，都会加剧前轮下沉效应。通过增加车速而增加车轮的转速，进而增加前轮的转动惯量，会部分抵消前轮下沉效应。
人们普遍认为，一定程度的前轮下沉是有益的。《自行车季刊》称：“前轮下沉幅度过小的自行车，对转动车把的反应会比较迟钝。前轮下沉幅度过大的自行车，在低速和中速时容易偏离路线。”

## 改装
可以通过改装或更换前叉，来改变自行车的几何特性。

### 改变前叉长度
增加前叉长度，例如从刚性前叉换成避震前叉，会抬高自行车的头部，从而减小头管角。加长前叉对摩托车的后倾角会产生相反的影响，因为后倾角和头管角互为余角。
经验数据是，前叉长度每改变10毫米，转向轴角度就会改变半度。

### 改变前叉偏移
增加前叉偏移会减少曳距。如果将现有前叉弯曲，而又不延长叉片，那么前叉会变短。

## 法律要求
在美国北达科他州，“制造、销售和安全操作在公路上行驶的摩托车”，其后倾角和曳距需要在所要求的范围之内。
4. 所有摩托车，除三轮摩托外，必须满足以下与前轮几何特性相关的规范：
最大值：后倾角：45度；曳距：正14英寸 [35.56]
最小值：后倾角：20度；曳距：正2英寸 [5.08]

制造商的规格参数，必须包括摩托车每个型号或每个类别的具体后倾角和曳距；并且“后倾角”和“曳距”这两个术语，必须由负责人，依据第28—32章所制定的规则来定义。